# Jerónimo Cantillo
Jerónimo Cantillo   (Valledupar, 4 de setembre de 1991) es un actor, cantant, productor musical i guitarrista colombià. Millor conegut per interpretar al cantant de música valletana Kaleth Morales a la seva joventut a la sèrie de Caracol Televisión, Los Morales (2017). I posteriorment com Aníbal Velázquez Hurtado, a la mini-sèrie de Telecaribe, Aníbal Sensación Velàsquez (2018). On també interpreta al fill de Natasha Klauss i Michel Brown a la famosa telenovel·la Pasión de Gavilanes, a la segona temporada.

## Biografia
Cantillo va néixer el 4 de setembre del 1991, a Valledupar. És fill del exdiputat i líder polític colombià, Milciades Cantillo Costa i de Romualda Saumeth exfiscal del districte. És germà del també actor Milciades Cantillo, millor conegut per interpretar a Martín Elías en la telenovel·la El hijo del Cacique. El gènera de la seva música és el Urbà llatí, té varies cançons a diverses plataformes musicals com You Tube, Spotify o Apple Music.

## Filmografia
| Any  | Títol                      | Rol                       | Notes                 |
| ---- | -------------------------- | ------------------------- | --------------------- |
| 2012 | Amor de carnaval           | Niño Micky Donado         |                       |
| 2017 | Los Morales                | Kaleth Morales            |                       |
| 2018 | Aníbal Sensación Velásquez | Aníbal Velásquez Hurtado  |                       |
| 2019 | Tormenta de amor           | Leandro Cárdenas          | Capítol: «El final»   |
| 2020 | Verdad oculta              | Patrullero Yeison Vergara |                       |
| 2022 | Rebelde                    | Guillermo «Dixon» Álvarez | Principal; 8 capitols |
| 2022 | Pasión de Gavilanes        | Andrés Reyes Elizondo     |                       |